# ピエール・シュプレイラス
ピエール・シュブレイラス（Pierre Subleyras、1699年11月25日 - 1749年5月28日）は18世紀のフランスの画家である。

## 略歴
ガール県のサン＝ジルに生まれた。父親はユゼスに住む画家で、トゥールーズの画家、アントワーヌ・リヴァルツ(Antoine Rivalz)のもとで修行した後、1726年にパリに出た。1727年にローマ賞を受賞し、ローマへの留学奨学金を得て1728年から1735年まで、在ローマ・フランス・アカデミーに滞在した。ローマのミニアチュールの画家、マリア・フェリーチェ・ティバルティ(Maria Felice Tibaldi）と結婚し、フランスに戻ることなく亡くなるまでローマで暮らした。
ローマに移ったときにすでにその才能は認められていて、はじめ有力者から肖像画の依頼を受け、歴史画の注文も受けた。ローマの教会の装飾画も描いた。1740年に枢機卿、ゴンザーガ(Silvio Valenti Gonzaga)の推薦を得て、教皇ベネディクトゥス14世の肖像画を描いた。教皇からも「聖カタリナの結婚」などの絵画の注文を受けた。1740年代にはローマで最も人気のある画家の一人となった。
忙しい仕事は肺の病気を悪化させ、ナポリで静養したが1749年にローマで没した。

## 作品

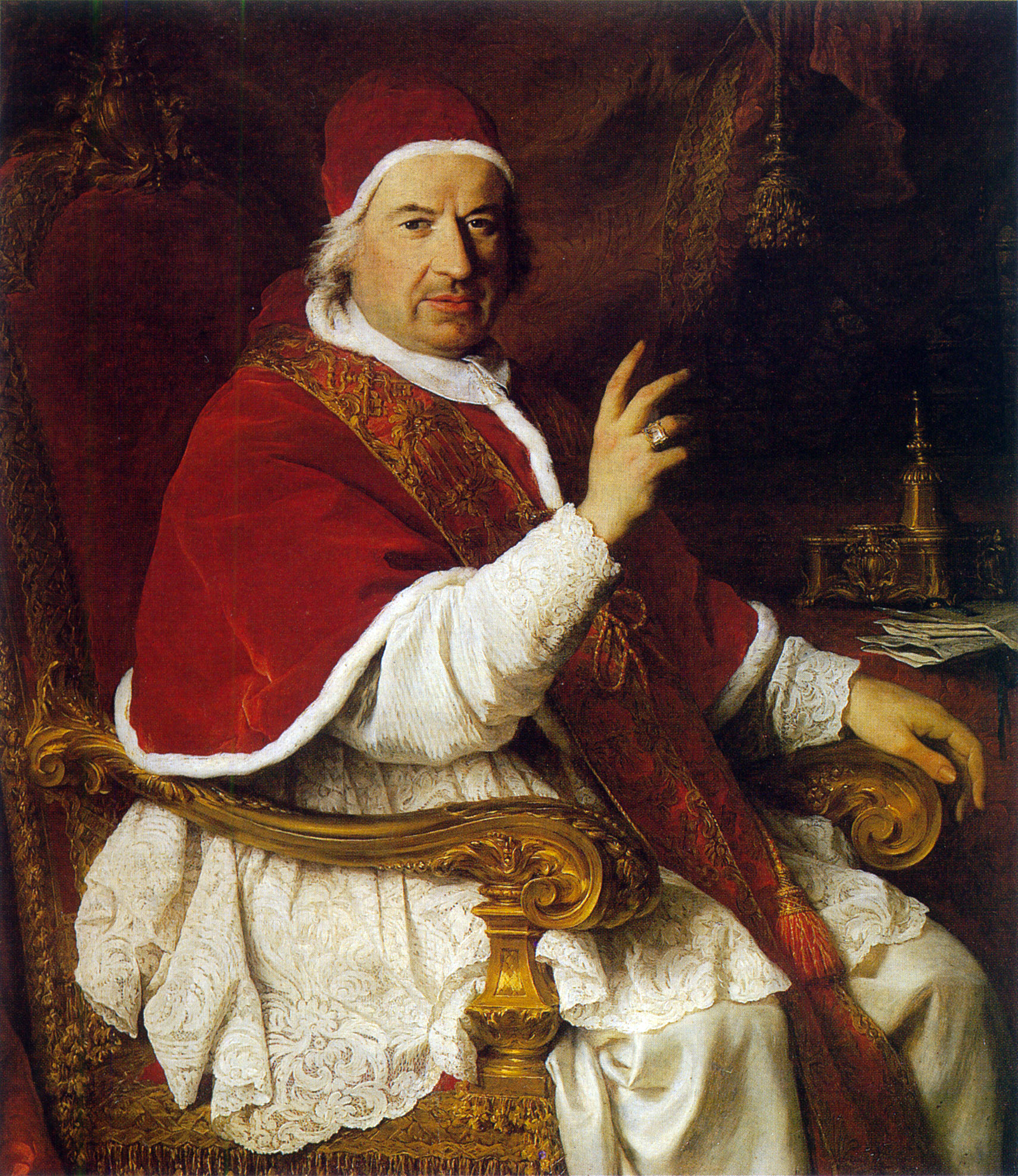
ベネディクトゥス14世 (1741)
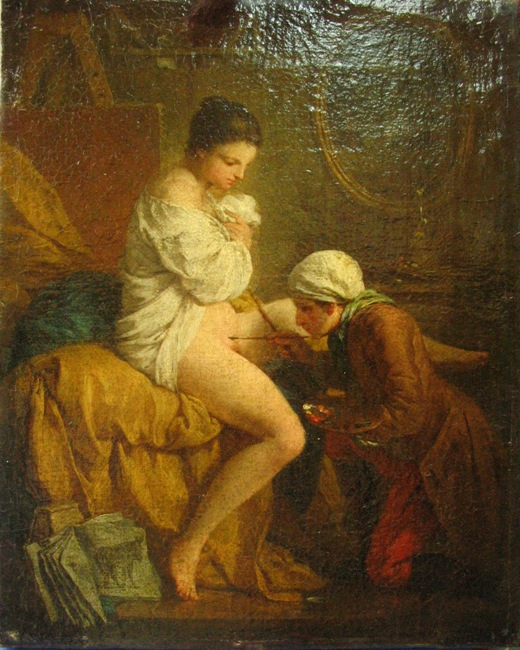
"Le Bât"-ド・ラ・フォンテーヌの寓話から(1732)
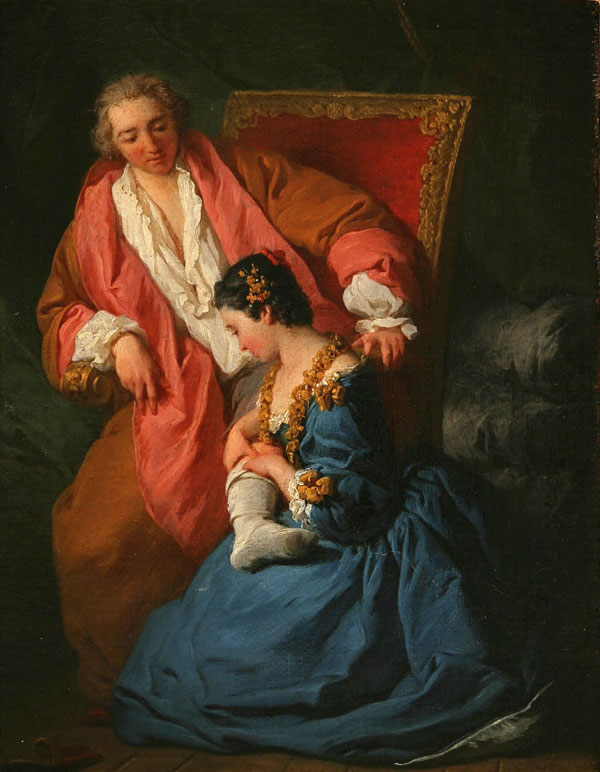
"La Courtisane amoureuse"-ド・ラ・フォンテーヌの寓話から(c.1735)
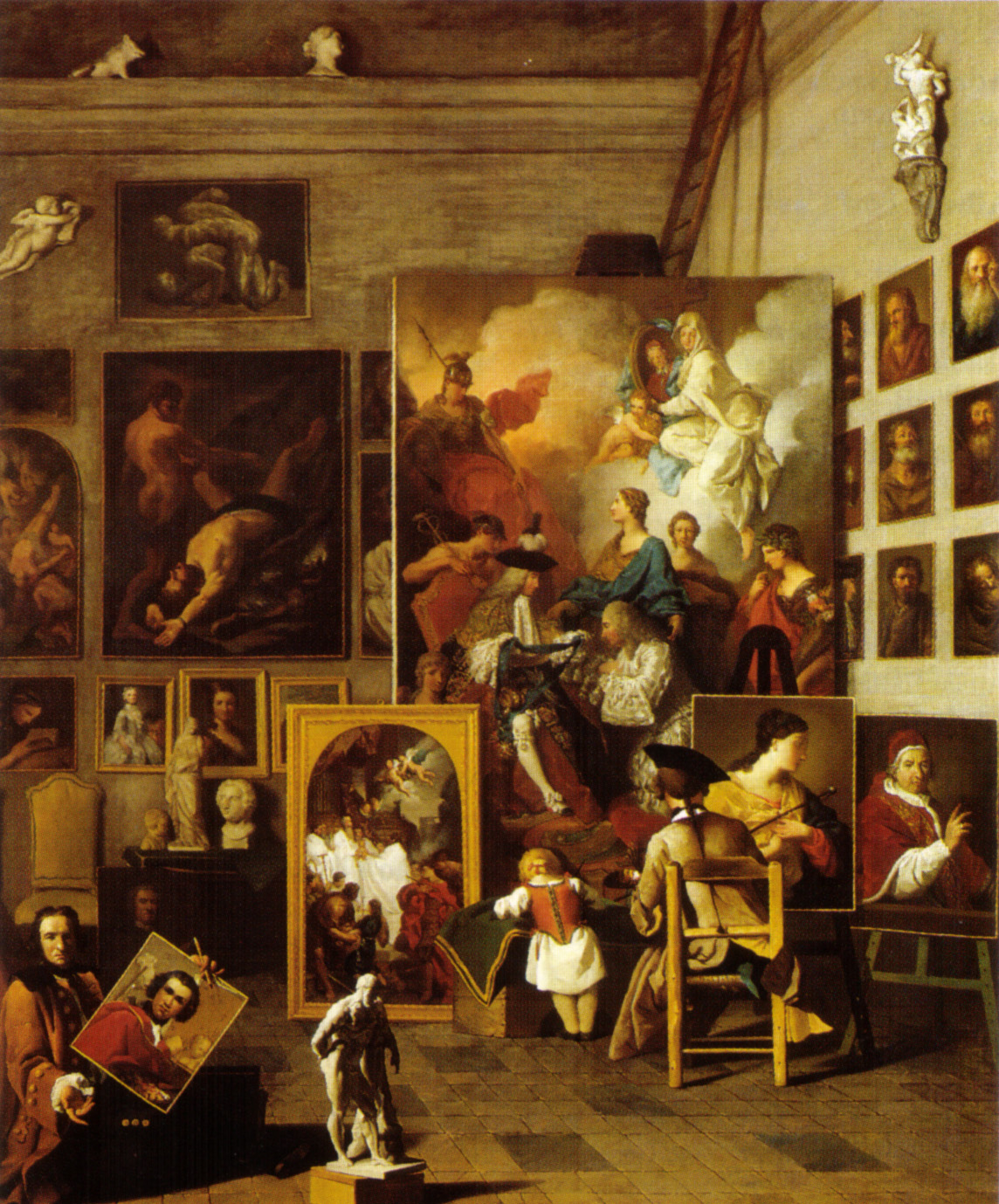
画家のスタジオ(1740年代)

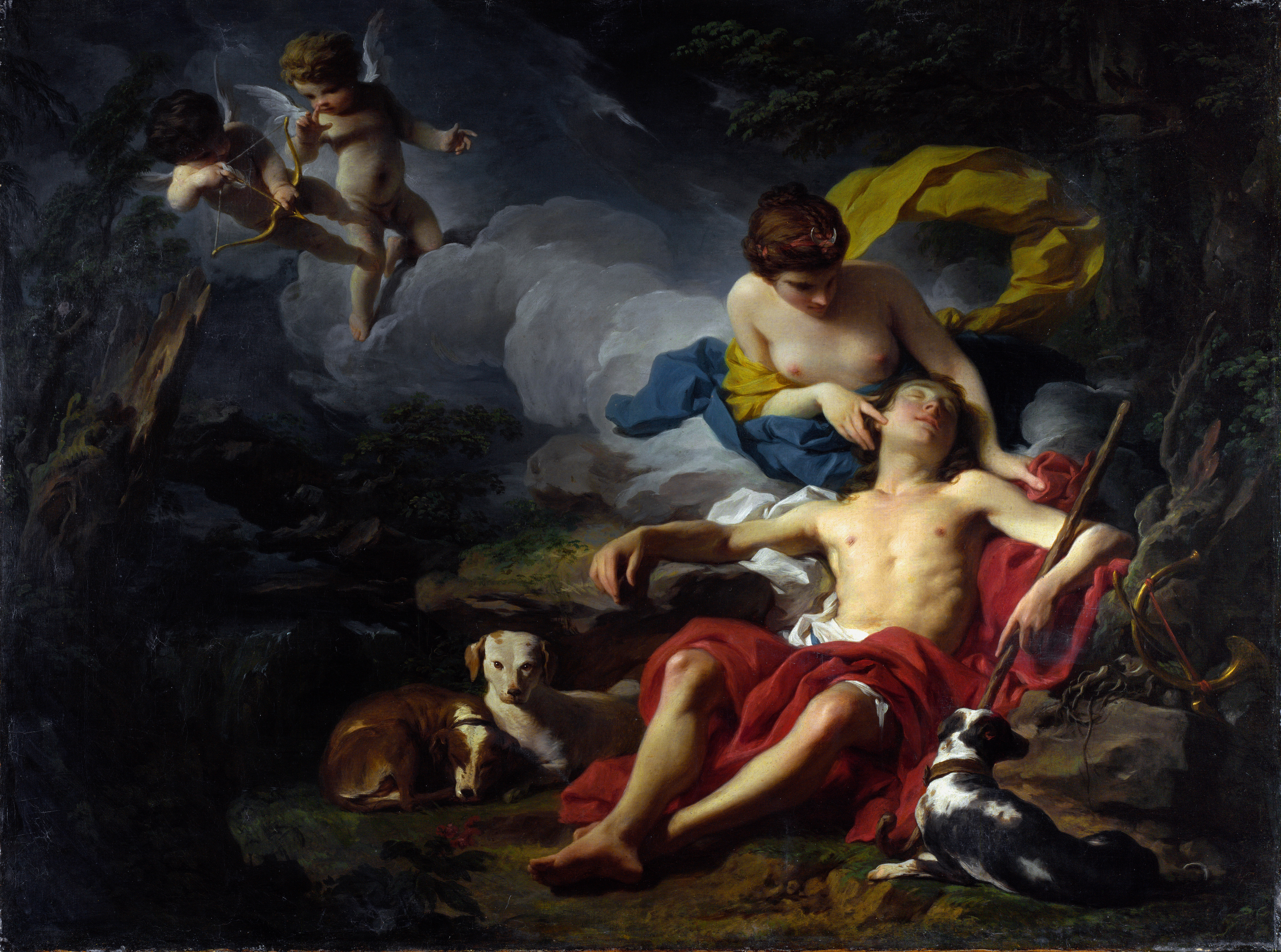
セレーネーとエンデュミオーン
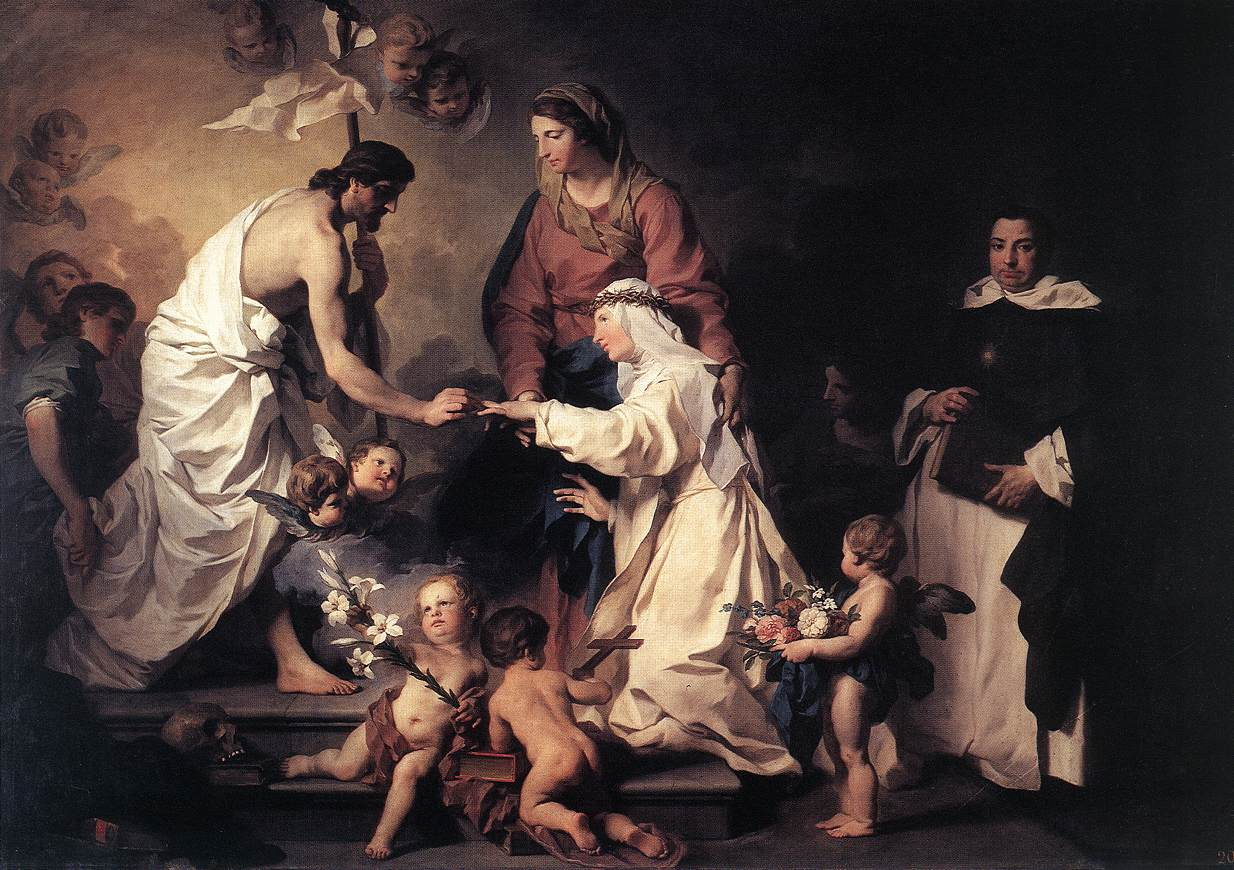
キャサリンの神秘的な結婚
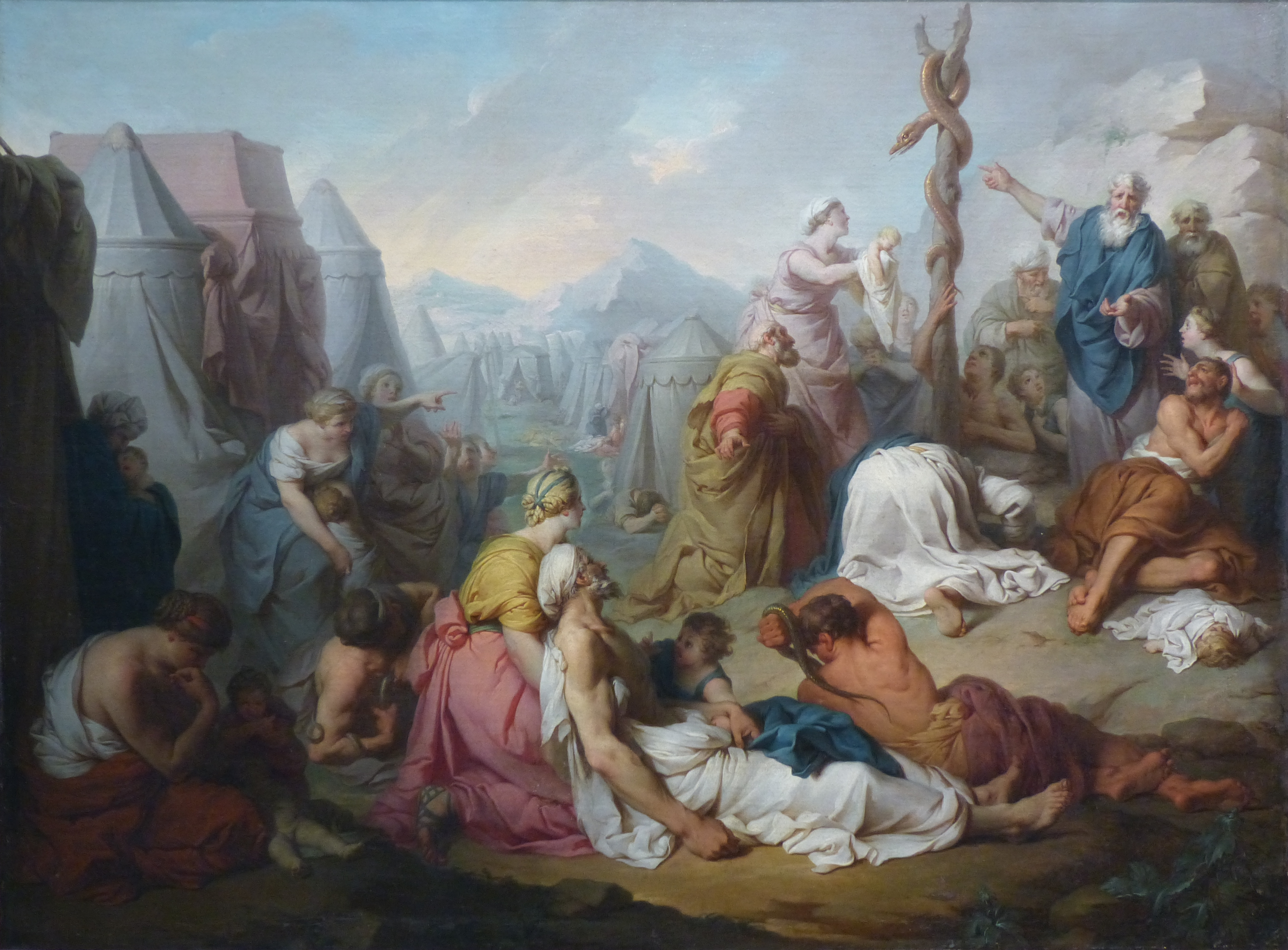
モーゼと青銅の蛇